# Nil Supérieur (État)
Pour les articles homonymes, voir Nil Supérieur.
Le Nil Supérieur (en anglais : Upper Nile) est un État du Soudan du Sud, issue du démantèlement de la région homonyme. 
Sa capitale est Malakal.
Les autres importantes sont : Renk, Kodok, Nasser, Oriny, Maiwut, Gerger, Melut, Maban et Akoka.

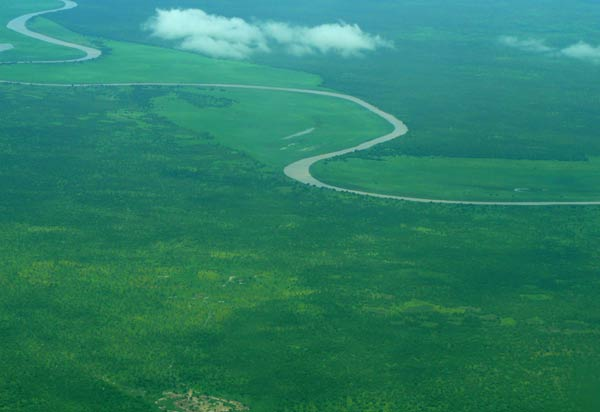
Sobat

## Comtés
L'État est subdivisé en 13 comtés :
- Comté de Akoka
- Comté de Baliet
- Comté de Fachoda
- Comté de Longechuk
- Comté de Maban
- Comté de Malakal
- Comté de Manyo
- Comté de Maiwut
- Comté de Melut
- Comté de Nasir
- Comté de Panyikang
- Comté de Renk
- Comté d'Ulang

## Journaux et télévision
La plupart des citoyens de l'État du Haut-Nil avaient un accès limité aux informations et aux autres informations des médias. Dans des villes comme Malakal, seuls quelques fonctionnaires pouvaient lire les bulletins hebdomadaires. Cependant, le Citoyen basé à Djouba était lu régulièrement dans toute la ville. Entre-temps, à la veille du jour de l'indépendance, le 9 juillet 2011, un journal numérique appelé The Upper Nile Times a été lancé à Malakal afin de couvrir les actualités sur l'État et le Soudan du Sud dans son ensemble. Ce journal numérique en ligne est largement lu dans la ville de Malakal et dans d’autres anciens comtés d’Etat ayant accès à Internet. Le journal est également l’un des mieux notés dans l’État du Haut-Nil, dans le Soudan du Sud et dans le monde. De plus, la seule chaîne de télévision pour les habitants de l’État du Haut-Nil était Télévision du Soudan du Sud. Bien que la station ne fonctionne que pendant quelques heures, elle était très populaire dans la capitale. Certaines chaînes de télévision étrangères ont également été diffusées dans la région à l'aide d'une antenne parabolique portable.